# 维克托·赫斯
维克托·赫斯（德語：Victor Hess，1883年6月24日—1964年12月17日）是一名奥地利裔美国物理学家，1936年诺贝尔物理学奖获得者。他出生在奥地利施蒂利亞州附近，逝世于美国纽约州弗農山。

## 生平
赫斯的父亲是一名林业工人。他的教育全部是在格拉茨完成的。从1893年至1901年上中学，然后在卡尔·弗朗岑斯大学上大学。1906年他获得博士学位。
他在维也纳大学第二物理研究所工作了很短时间，在那里他结识了放射性方面的最新情况。从1910年至1920年他在新成立的奥地利科学院镭研究所任斯特芬·迈耶的助手。在第一次世界大战中赫斯领导一个备用军事医院的伦琴射线组。
1912年8月7日在一次从波希米亚拉贝河畔乌斯季到勃兰登堡巴德萨罗夫的气球飞行中赫斯发现了他称之为“高空射线”的宇宙線。在他的发表中他提到了另一名物理学家1908年就已经发现了这个射线，但是没有发表。他自己的发现发表在1912年的《物理学杂志》上。
1919年赫斯被任命为格拉茨大学额外教授，但是此后不久他就去美国，在美國鐳企業以及美國礦業局工作两年。他在那里研究镭的医学应用。回到格拉茨后由于缺乏金费他主要研究空中放电。从1931年开始他任因斯布鲁克大学教授，领导新成立的影像诊断学研究所。由于一个他已经在维也纳就蒙受的放射线损害他不得不在因斯布鲁克把一根拇指断肢，并进行了一次喉结手术。在他的领导下在因斯布鲁克建立了一个宇宙线观测站。
1936年他和卡尔·戴维·安德森一起获得诺贝尔物理学奖。1937年他再次受任到卡尔·弗朗岑斯大学。
作为一个有自己思维的世界公民和积极的天主教徒赫斯一直没有掩饰自己对纳粹主义的反对。德奧合併后赫斯短期被捕。1938年5月28日他首先被迫退休，1938年9月他被立刻解雇，而且不能获得养老金。而且他被迫把在瑞典获得的并且在瑞典投资的诺贝尔奖金换成德国的国家债券。同年他和他的犹太妻子出逃美国，并在纽约市福坦莫大学继续他的工作。1944年他获得美国国籍。第二次世界大战结束后他还多次回到维也纳和因斯布鲁克。
维克托·赫斯被葬于白原市。